# Hosein Nouri Hamedani
Hosein Nouri Hamedani (persiska: حسين نورى همدانى), född 1925 i Hamadan i Persien, är en shiamuslimsk marja' med titeln ayatolla.  
Han växte upp i en familj som var känd för sin religiösa bakgrund. Vid sju års ålder började han studera persisk litteratur, och år 1942 började han i en islamisk skola. Hans iver och törst för kunskap gav upphov till att han lämnade Hamadan för den heliga staden Qom. Hamedani har de senaste 30 åren hållit föreläsningar på den högsta nivån i hawza-studier. Nära tusen studenter deltar i hans föreläsningar. Han har skrivit totalt 50 bokvolymer. Han är en officiell medlem i Gemenskapen av seminarielärare i Qom. Enligt ett tillkännagivande från Gemenskapen av seminarielärare i Qom är han en av de som det är tillåtet att göra taqlid till.
Under Mohammad Reza Pahlavis tid invaderade SAVAK-agenter en gång hans hus och sökte överallt i huset. Därefter tog de med sig några böcker och Hamedani. Efter det blev han förd till Qizil Qal'ah-fängelset i Teheran. Efter att han släppts fri blev han senare fängslad igen och fick sitta i fängelse flera månader då SAVAK var oroliga för hans aktiviteter som föreläsare.